# Heterocompsa truncaticornis
Heterocompsa truncaticornis är en skalbaggsart som först beskrevs av Martins 1960.  Heterocompsa truncaticornis ingår i släktet Heterocompsa och familjen långhorningar. Inga underarter finns listade i Catalogue of Life.